# Daddala lucilloides
Daddala lucilloides là một loài bướm đêm trong họ Erebidae.